# Režisérský sestřih
Režisérský sestřih, anglicky Director's cut, je označení pro dodatečně zpracovanou „režisérskou verzi“ filmu, který byl při svém prvním uvedení z komerčních či cenzurních důvodů střihově upraven – v rozporu se záměrem režiséra.